# Forpus modestus

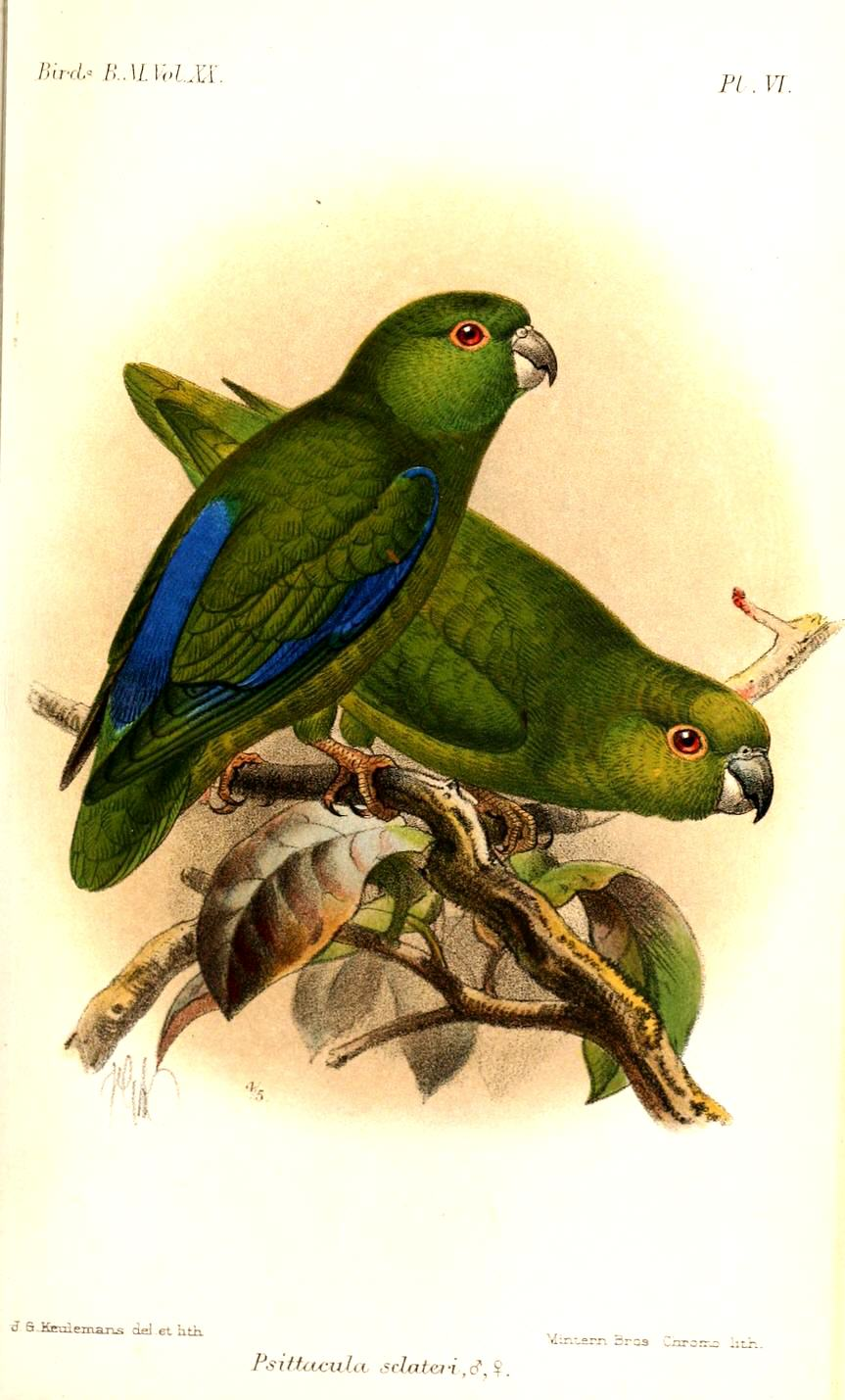
Forpus modestus ilustración de Keulemans, 1891.

La cotorrita de Sclater (Forpus modestus sinonimia Forpus sclateri), también denominada  periquito pico oscuro (Venezuela), catita enana oscura o periquito piquinegro (Colombia), es una pequeña especie de ave psittaciforme (loro) perteneciente al género) Forpus que integra la familia Psittacidae.

## Descripción
Pequeño, mide 12 cm. Pico negruzco. Coloración general verde oscuro y opaco, con ligero tinte oliváceo; espalda inferior, rabadilla y cobertoras subalares, azul oscuro. En la hembra, las partes inferiores y la cara son verde-amarillentas.

## Distribución y hábitat

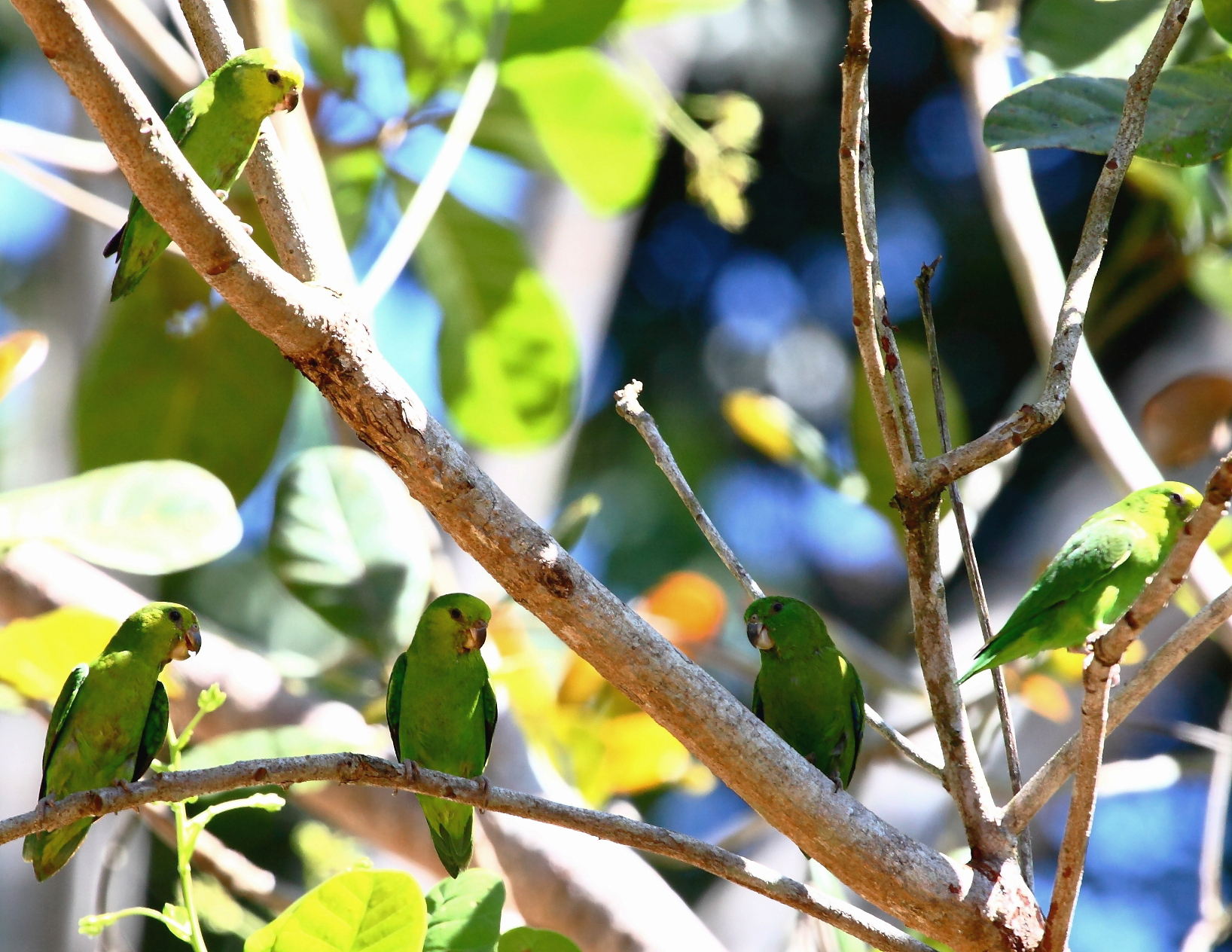
Periquito de pico oscuro (Forpus sclateri)

Se encuentra en la selva amazónica en América del Sur, donde es bastante común a nivel local es en los Andes y en las estribaciones amazónicas, también en el vertedero del río Amazonas, y la isla de Marajó. 

Se encuentra en Bolivia, Brasil, Colombia, Ecuador, Guayana Francesa, Guyana,  Perú y Venezuela.
Habita en selvas pluviales tropicales, claros con árboles, matorrales densos, selvas en galería.

## Sistemática

### Descripción original
La especie F. modestus fue descrita por primera vez por el ornitólogo alemán Jean Louis Cabanis en 1848 bajo el nombre científico Psittacula sclateri. Otros autores lo atribuyen al zoólogo inglés George Robert Gray en 1859; localidad tipo «Río Javarí, Perú».

### Taxonomía
Los límites entre las dos subespecies permanecen imprecisos.

### Subespecies
Se reconocen 2 subespecies, con su correspondiente distribución geográfica:
- Forpus modestus modestus (Cabanis, 1848) - extremo este de Colombia hacia Venezuela, las Guayanas y norte de Brasil.
- Forpus modestus sclateri (G. R. Gray, 1859) - sureste de Colombia al norte de Bolivia y la Amazonia brasileña.

Para los autores que sostienen el nombre Forpus sclateri (G. R. Gray, 1859), las subespecies pasan a denominarse F. s. eidos (J. L. Peters, 1937) y F. s. sclateri (G. R. Gray, 1859).